# Varsányi László
Varsányi László (Nemespann, 1921. augusztus 17. – Fél, 1985. január 17.) pedagógus, kultúrszervező, tankönyvíró.

## Élete

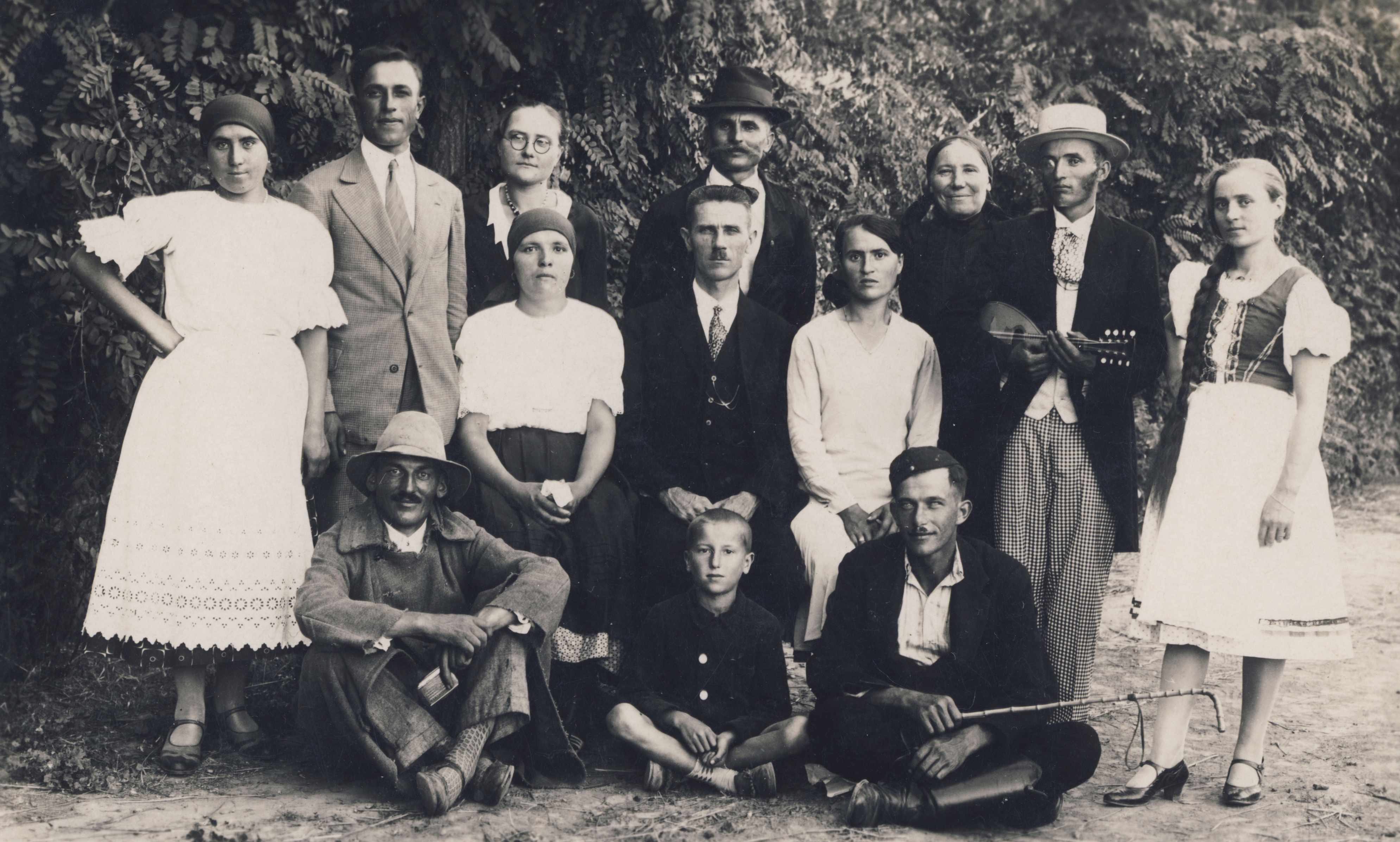
A nemespanni színjátszócsoport legifjabb tagja

Szülei Csiffáry Béla gazdálkodó és Varsányi Kornélia voltak.
A komáromi bencés gimnáziumba járt. A felsőfokú tanulmányait 1936–1938-ban a pozsonyi Állami Tanítóképzőben kezdte, majd 1939-től az Esztergomi Érsekségi Tanítóképző Intézetben tanult, ahol 1941-ben kántortanítói oklevelet szerzett. 1965-ben a nyitrai Pedagógiai Főiskola levelező tagozatán földrajz–kémia tanári szakot is elvégezte. 
1937-ben a Pozsonyi Magyar Közművelődési Testület rendezésében a pozsonyi városházán palóc lakodalmi és egyéb alkalmi rigmusokkal szerepelt. 1940 novemberétől Félben lett kántortanító, majd bevonult. A második világháború után 1946-tól ugyanott községi írnok és kántor, majd 1950-1982 között tanár. 1978-ig volt az alapiskola igazgatója, ekkor sikerült végre elérniük a féli magyar iskola nyolcosztályossá bővítését.
Több szakmai bizottság tagja volt, számos tankönyv és módszertani segédkönyv szerzője, illetve társszerzője az írástanítás és a zenei nevelés területén. 1954–1978 között a Szocialista Nevelés szerkesztőbizottságának tagja.

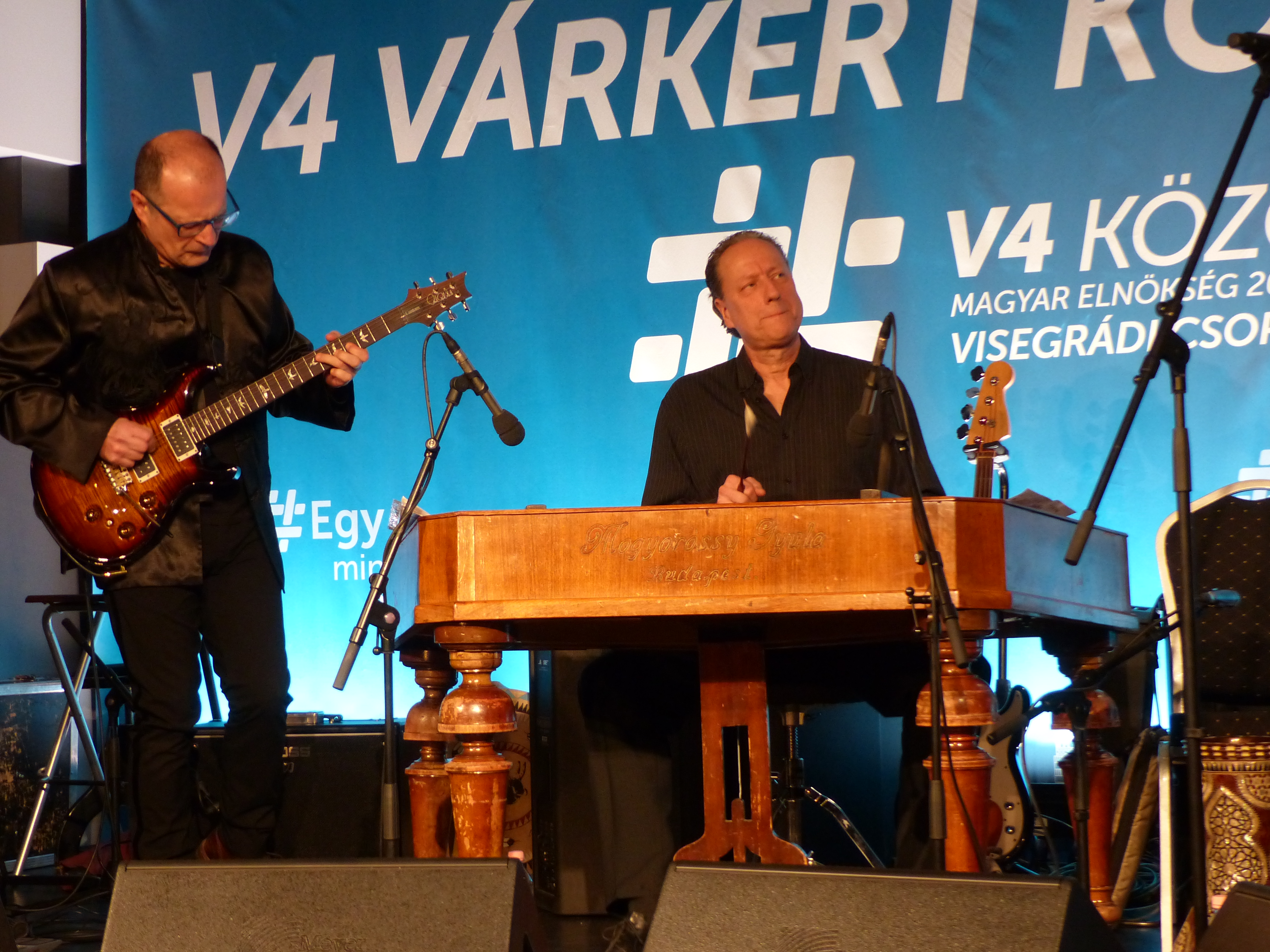
Fia Varsányi György

Felesége Kováts Borbála tanárnő. Fiai László, az Ifjú Szivek igazgatója, és György is népzenészek.

## Elismerései és emléke

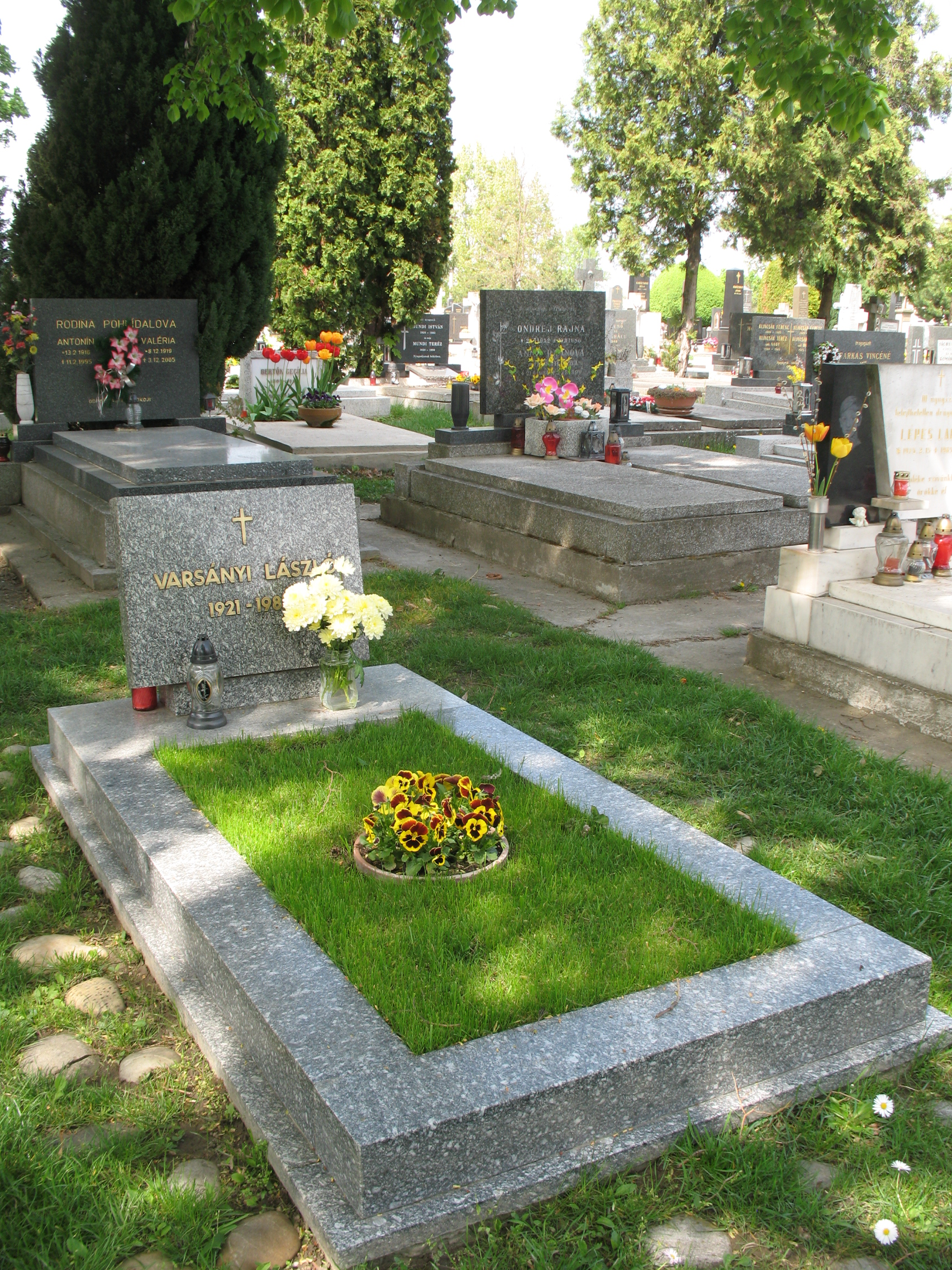
Sírja Félen

- 2016 Fél község díja (feleségével együtt az életművükért)[5]

## Művei
- 1956 A magyar nyelvtanítás módszertana. Pozsony (társsz.)
- 1958 Ábécéskönyv. Pozsony (társsz.)
- 1959 Énekgyűjtemény. Pozsony (tsz. Kántor István)
- 1962 A magyar nyelv tanításának módszertana. Pozsony (tsz.)
- 1964/1976 Gyermekünk elsős lesz. Segédkönyv szülőknek. Pozsony (tsz. Mózsi Ferenc)
- 1964/1971 Zenei nevelés – Tankönyv az alapiskolák 3. o. sz. Pozsony (tsz. Mózsi Ferenc)
- 1965/1971 Zenei nevelés – Tankönyv az alapiskolák 5. o. sz. Pozsony (tsz. Mózsi Ferenc)
- 1967/1973 Kirakó az ABC olvasókönyvhöz az alapiskolák l. o. sz. Pozsony (tsz. Moskó Ilona)
- 1971 Írási- és számolási munkalapok. Pozsony
- 1976 Munkalapok a kiseg. isk. l. o. sz (fordítás)
- 1976 Munkalapok az alapiskolák l. o. sz. Pozsony (tsz.)
- 1977/1984 Énekeljünk. A zenei nev. tankv. az alapiskolák 2. o. sz. Pozsony (tsz. Mózsi Ferenc)
- 1979 Énekeljünk. A zenei nev. tankv. az alapiskolák 4. o. sz. Pozsony (tsz. Mózsi Ferenc)
- 1979 Zenei nev. Módszertani segédkv. az alapisk. 4. o. sz. Pozsony (tsz. Mózsi Ferenc)
- 1980/1985 Írni tanulok. Pozsony
- 1980 Módszertani segédkönyv az anyanyelv tanításához az alapiskolák l. o. sz. Pozsony (tsz. Foglszinger Ida, Leffler Katalin)
- 1982 Feladatlapok az íráshoz a kiseg. isk. 3. o. számára. Pozsony
- 1982 Valóban „túlterheltség"? Vasárnapi Új Szó 1982/7, 11.
- 1985 Írni tanulok – írási munkafüzet az alap-iskolák 1. osztálya számára 3.